# Ruud Huijbregts
Ruud Huijbregts (Eindhoven, 1961) is een Nederlands organist, klavecinist en dirigent.

## Biografie

### Jeugd en opleiding
Ruud werd geboren in Eindhoven en groeide op in een katholiek gezin. Als kind zong hij daar al in een jongenskoor in de Pastoor van Arskerk. Hierna ging hij naar de Eindhovense Muziekschool om orgellessen te volgen en waar hij les kreeg van Richard Kroes. Hierna ging hij naar het Brabants Conservatorium in Tilburg verder te studeren bij  Hub. Houët en Bram Beekman. Vervolgens studeerde hij hier nog klavecimbel bij Gerard Dekker en koordirectie bij Jan Boogaarts. Tijdens zijn studie richtte hij het "Eindhovens Vocaal Ensemble" op waar hij koorwerken uitvoert.

### Loopbaan
Op 16-jarige leeftijd werd hij benoemd tot organist in de H.H.Hartenkerk in Eindhoven en daarna al organist en dirigent aan de Thomaskerk aldaar. Ook is hij sinds 1995 vaste dirigent aan het Vokollage-koor in het Eindhovense Studenten Muziek Gezelschap "Quadrivium". In 2006 verschreen van hem een cd met muziekstukken van de 17e-eeuwse componist Herman Hollanders. Daarnaast geeft hij ook orgelconcerten in o.a. de St Paul's Cathedral in Londen, de Domkerk in Utrecht en de oude Sint-Bavokerk in Haarlem. In 2011 werd hij vaste organist aan de Sint-Catharinakerk in Eindhoven.

## Cd's
- (1998) Brabantse Barokmuziek
- (2006) In the footsteps of Herman Hollanders